# حسن‌آباد (نصروان)
حسن‌آباد یک روستا در ایران است که در دهستان نصروان شهرستان داراب واقع شده‌است. حسن‌آباد ۱۶۰ نفر جمعیت دارد.